# Forno crematorio

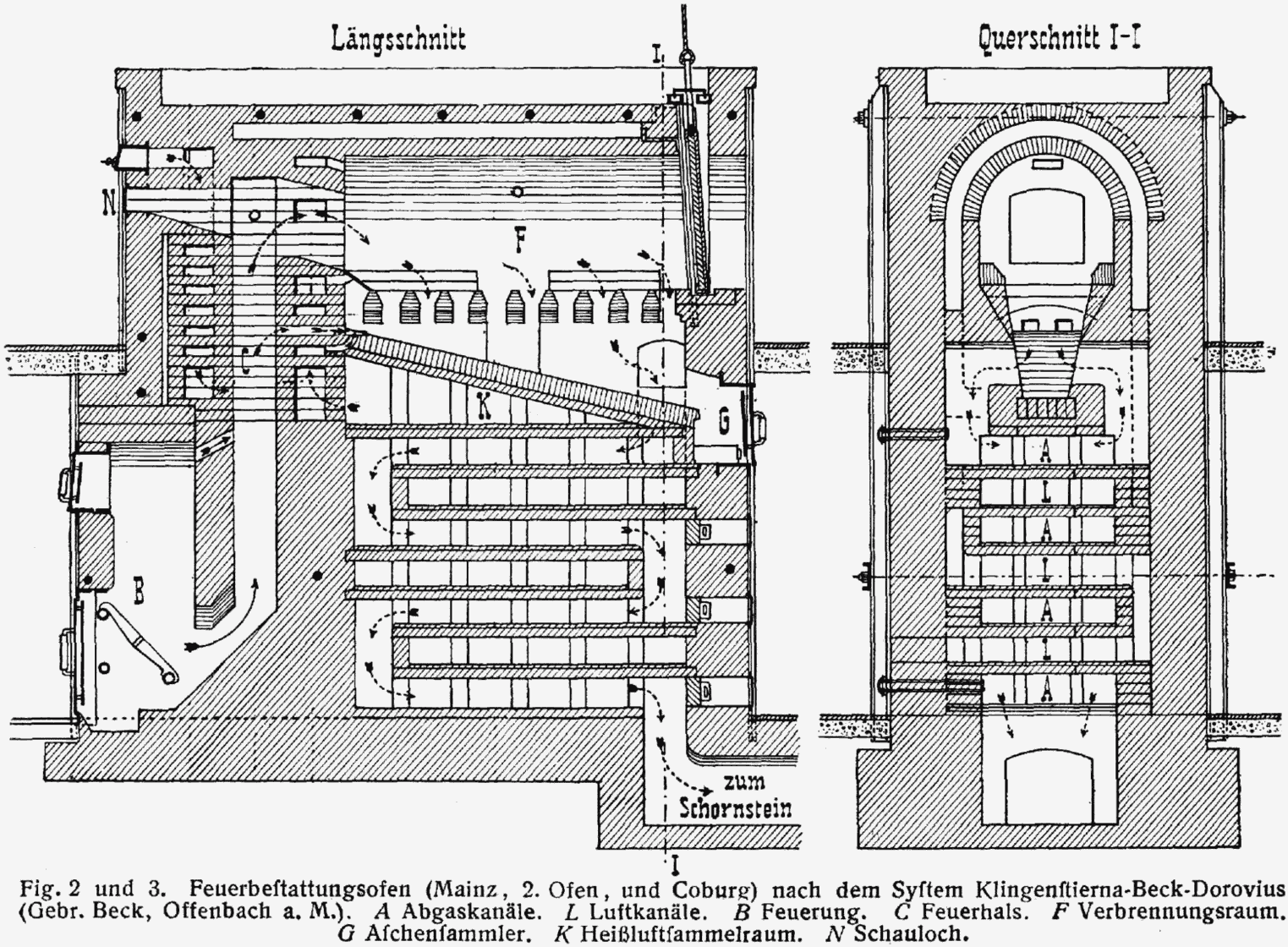
Sezione di un forno crematorio del 1904.

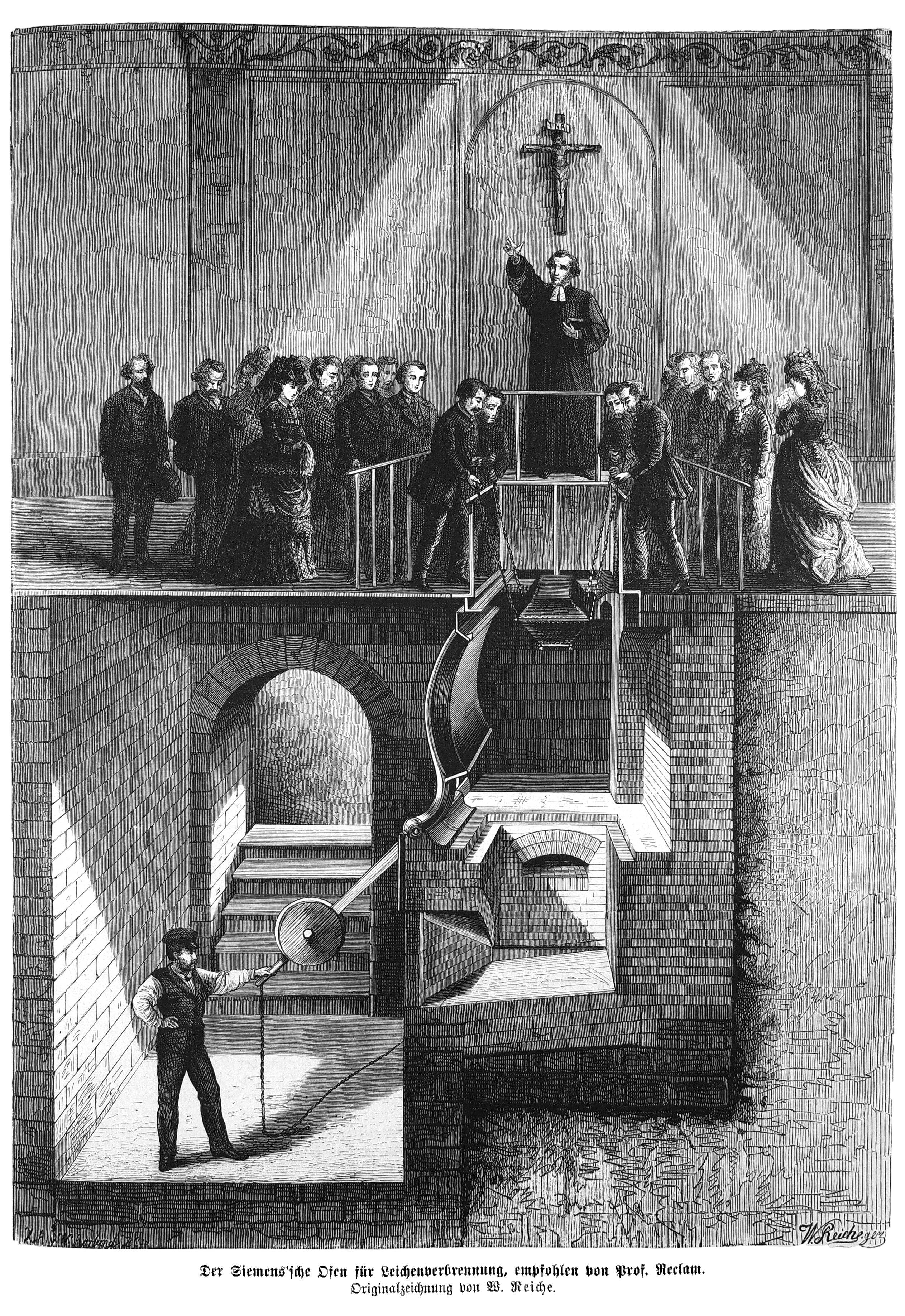
Forno crematorio della Siemens, 1874.

Per forno crematorio, tempio crematorio o semplicemente crematorio, si vuole designare un impianto finalizzato alla cremazione, ovvero la pratica di ridurre, tramite il calore, un cadavere nei suoi elementi base (gas e polveri).
Per questo utilizzo, limitato ai cadaveri, differisce dall'inceneritore.

## Struttura e tecnologie impiegate
Nel complesso i forni crematori devono soddisfare, al di là di minori elementi di variabilità, la necessità di carburare una massa organica, nella quale sono presenti liquidi, in maniera uniforme e in tempi rapidi.
A ciò si aggiunge la necessità di monitorare le emissioni del forno, limitando al minimo le emissioni nocive.

## Storia

### Nei campi di sterminio nazisti
Il forno crematorio venne utilizzato anche nei campi di sterminio nazisti, come rapido sistema per il disfacimento dei cadaveri delle vittime delle camere a gas. Aziende quali la tedesca J.A. Topf und Söhne di Erfurt fornirono ai nazisti sempre più efficienti forni crematori da utilizzare per la soluzione finale (Endlösung).
Il primo campo ad esserne dotato fu il campo di sterminio di Auschwitz in Polonia. Esso infatti era una macchina efficientissima per occultare le prove dei delitti commessi dai nazisti che uccidevano i detenuti nei campi di concentramento. Questa modalità venne messa in atto quando Heinrich Himmler, il capo delle SS, intuì i pericoli che quei cadaveri avrebbero potuto causare.